# Estação Temple
Temple é uma estação da linha 3 do Metrô de Paris, localizada no 3.º arrondissement de Paris.

## História
A estação foi aberta em 19 de outubro de 1904, com a entrada em funcionamento do primeiro trecho da linha 3 entre Avenue de Villiers (hoje Villiers) e Père Lachaise.
O nome da estação faz referência à Maison du Temple, agora destruída, que ficava situada no local da atual Place du Temple e as ruas atuais ao norte dela.
Temple é um dos dois nomes compartilhado pelas estações de Londres e Paris, com Saint-Paul. A estação Temple do Metrô de Londres se encontra sobre as linhas Circle e District, entre as estações Embankment e Blackfriars. Como sua homônima parisiense, ela leva seu nome dos Templários.
Em 2011, 1 268 036 passageiros entraram nesta estação. Ela viu entrar 1 207 453 passageiros em 2013, o que a coloca na 287ª posição das estações de metro por sua frequência em 302.

## Serviços aos Passageiros

### Acesso

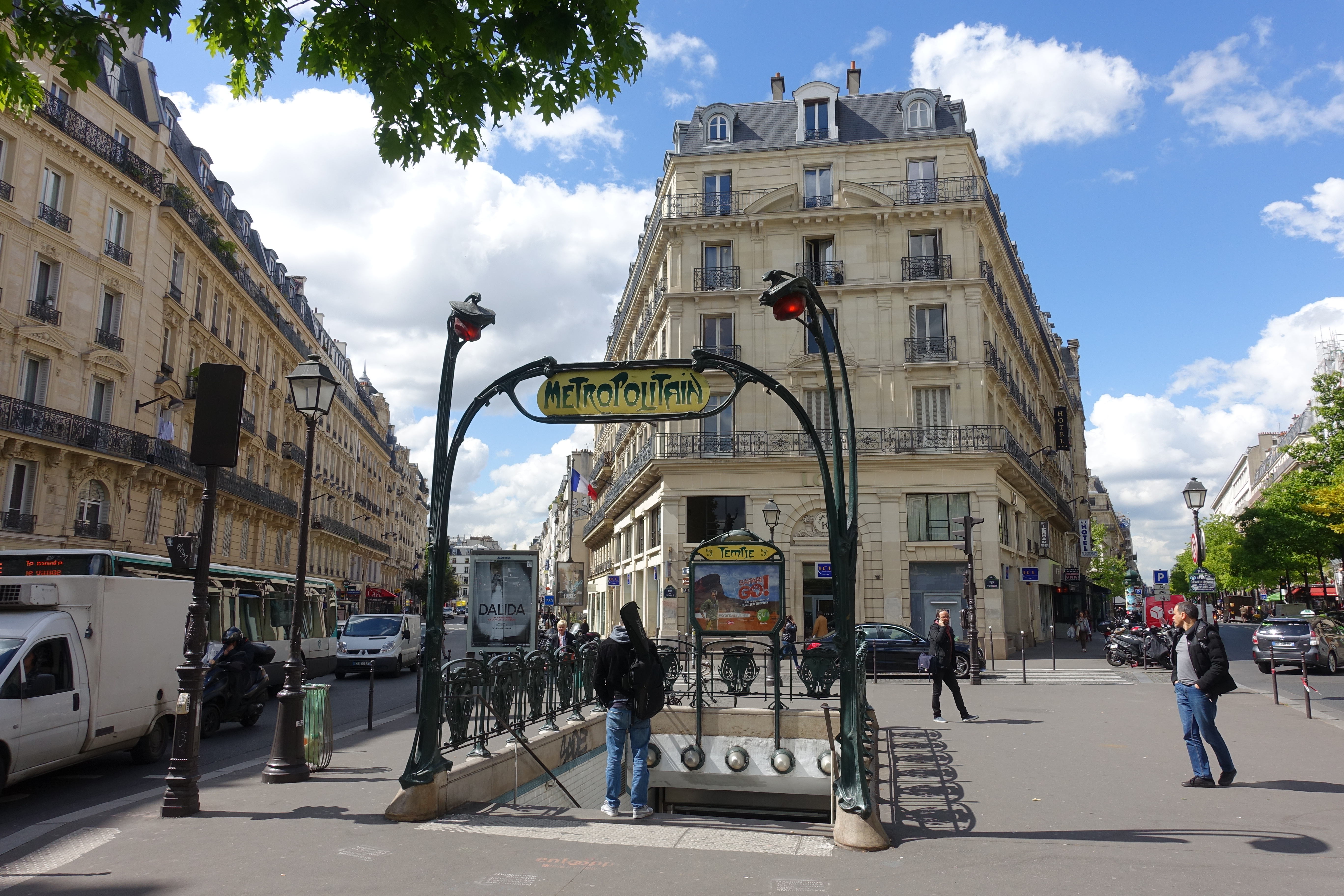
Entrada da estação

A única entrada da estação está localizada em um terrapleno no cruzamento da rue du Temple e da rue de Turbigo (3.º arrondissement), batizado "Place Élisabeth-Dmitrieff" (em homenagem a Élisabeth Dmitrieff) quinta-feira 8 de março de 2007, por ocasião do Dia Internacional da Mulher. As realizações de Hector Guimard para esta estação de metrô são objeto de uma inscrição ao título dos monumentos históricos desde 29 de maio de 1978.
Entre a sala de distribuição e os corredores de acesso às plataformas está instalado desde 1982 um mosaico do artista francês Hervé Mathieu-Bachelot: Couleur en masses.

### Plataformas
Temple é uma estação de configuração padrão: ela tem duas plataformas laterais, separadas pelas vias do metrô e a abóbada é elíptica.
A decoração é do estilo "Bruno-Gaudin" (renovação do metro da década de 2000) com telhas brancas biseladas recobrindo os pés-direitos, a abóbada, os tímpanos e as saídas dos corredores. Os quadros publicitários são em cerâmica branca e a rampa de iluminação é branca e arredondada. O nome da estação é escrito com a fonte Parisine em placas esmaltadas. As plataformas são equipadas com bancos.

### Intermodalidade
A estação é servida pelas linhas 20 e 75 e, à noite, pelas linhas N12 e N23 da rede Noctilien.

## Pontos turísticos
- Place de la République
- Igreja de Sainte-Élisabeth-de-Hongrie
- Carreau du Temple
- Square du Temple
- Prefeitura do 3.º arrondissement
- Ecole supérieure des arts apliques Duperré